# Gracenote
Gracenote, Inc., (ранее называлась CDDB (Compact Disc Data Base)) — компания, поддерживающая доступную через Интернет базу данных, содержащую информацию о содержании аудио-компакт-дисков и виниловых пластинок. В 2008 году была приобретена компанией Sony за $260 млн, но в 2013 году японская корпорация продала Gracenote холдингу Tribune за $170 млн. В 2017 году Gracenote была продана компании Nielsen.